# Podarcis gaigeae
Espèce
Synonymes
- Lacerta taurica gaigeae Werner, 1930
- Lacerta erhardii weigandi Gruber & Schultze-Westrum, 1971

Statut de conservation UICN

 VU D2 : Vulnérable
Podarcis gaigeae est une espèce de sauriens de la famille des Lacertidae.

## Répartition
Cette espèce est endémique des îles Sporades en Grèce.

## Liste des sous-espèces
Selon The Reptile Database (20 mars 2013) :
- Podarcis gaigeae gaigeae (Werner, 1930) de Skyros
- Podarcis gaigeae weigandi (Gruber & Schultze-Westrum, 1971) de Piperi

## Étymologie
Cette espèce est nommée en l'honneur à Helen Beulah Thompson Gaige. La sous-espèce Podarcis gaigeae weigandi est nommée en l'honneur de Wilfried Weigand

## Publications originales
- Gruber & Schultze-Westrum, 1971 : Zur Taxonomie und Okologie der Cycladen-Eidechse (Lacerta erhardii) von den Nordlichen Sporaden. Bonner Zoologische Beiträge, vol. 22, p. 101-130 (texte intégral).
- Werner, 1930 : Contribution to the knowledge of the reptiles and amphibians of Greece, especially the Aegean islands. Occasional Papers University of Michigan Museum of Zoology, no 211, p. 1-46 (texte intégral).